# Hotter than Hell (album)
Pour les articles homonymes, voir Hotter than Hell.
Albums de Kiss
Kiss
(1974) Dressed to Kill
(1975)
Hotter Than Hell est le deuxième album studio de Kiss sorti en 1974. Il fut certifié disque d'or le 23 juin 1977. Comme son prédécesseur, l'album contient une poignée de classiques du groupe qui seront souvent interprétés en concert toutes périodes confondues, soit Parasite, Got to Choose, Watchin You' , Let Me Go, Rock 'n' Roll et, dans une moindre mesure, Hotter Than Hell. Goin' Blind est également la première ballade de Kiss. Parasite fait partie des quelques chansons de Kiss entièrement composées par Ace Frehley.
Le caractère japonais au bas de la pochette de l'album (力) signifie pouvoir, tandis que les autres caractères japonais dans le coin supérieur droit de la pochette (地獄 のさけび) signifient Le cri de l'enfer.

## Composition du groupe
- Paul Stanley - guitare rythmique, chants.
- Gene Simmons - basse, chants.
- Ace Frehley - guitare solo
- Peter Criss - batterie, percussions, chants.

## Liste des titres
Vinyle - Casablanca Records (BLP 7006,  France)
| A1. | Got to Choose            | Paul Stanley                  | Paul Stanley | 3:52 |
| A2. | Parasite                 | Ace Frehley                   | Gene Simmons | 3:01 |
| A3. | Goin' Blind              | Gene Simmons, Stephen Coronel | Gene Simmons | 3:34 |
| A4. | Hotter Than Hell         | Paul Stanley                  | Paul Stanley | 3:30 |
| A5. | Let Me Go, Rock 'n' Roll | Paul Stanley, Gene Simmons    | Gene Simmons | 2:16 |

| B1. | All the Way  | Gene Simmons              | Gene Simmons | 3:17 |
| B2. | Watchin' You | Gene Simmons              | Gene Simmons | 3:45 |
| B3. | Mainline     | Paul Stanley              | Peter Criss  | 3:50 |
| B4. | Comin' Home  | Paul Stanley, Ace Frehley | Paul Stanley | 2:37 |
| B5. | Strange Ways | Ace Frehley               | Peter Criss  | 3:17 |

## Charts

### Album
| Pays       | Chart         | Meilleure position | Réf   |
| ---------- | ------------- | ------------------ | ----- |
| États-Unis | Billboard 200 | 100                | [ 3 ] |
| Canada     | RPM           | 97                 | [ 4 ] |
| Japon      | Oricon        | 46                 | [ 4 ] |

### Cashbox
Amérique du nord (1/2)
| 16/11/1974 | 23/11/1974 | 30/11/1974 | 07/12/1974 | 13/12/1974 | 20/12/1974 | 27/12/1974 |
| ---------- | ---------- | ---------- | ---------- | ---------- | ---------- | ---------- |
| 186        | 172        | 150        | 121        | 110        | 103        | 100        |

Amérique du nord (2/2)
| 03/01/1975 | 10/01/1975 | 17/01/1975 | 24/01/1975 | 31/01/1975 | 07/02/1975 | 14/02/1975 | 21/02/1975 |
| ---------- | ---------- | ---------- | ---------- | ---------- | ---------- | ---------- | ---------- |
| 114        | 120        | 122        | 118        | 112        | 110        | 107        | 156        |